# Eugenia Bednarz
Eugenia Bednarz (ur. 24 czerwca 1924, zm. 1 listopada 2009) – polska „Sprawiedliwa wśród Narodów Świata”.

## Życiorys
W trakcie II wojny światowej Eugenia Bednarz mieszkała w Sokołowie Podlaskim (dystrykt warszawski). Pomagała swojej szkolnej koleżance, Żydówce Hannie Tchorzównie (później Fleurant). Załatwiła dla niej fałszywe dokumenty na nazwisko jej siostry Ireny Kunowskiej, która zginęła w wypadku drogowym. Z pomocą tego dokumentu pojechała do Warszawy z żywnością dla zamkniętych w getcie członków swojej rodziny, których później Niemcy deportowali do Treblinki i zamordowali. Ona sama, dzięki ofiarności Eugenii, przetrwała wojnę. 
31 października 1991 r. Instytut Jad Waszem uhonorował Eugenię Bednarz medalem „Sprawiedliwy wśród Narodów Świata”. 